# Campionati europei di 49er & 49er FX 2020
I Campionati europei di 49er & 49er FX 2020 si sono svolti sul Lago Attersee, in Austria, dal 28 settembre al 4 ottobre.

## Podi
| Evento  | Oro                              | Argento                                | Bronzo                               |
| 49er    | Germania Tim Fischer Fabian Graf | Austria Benjamin Bildstein David Hussl | Croazia Šime Fantela Mihovil Fantela |
| 49er FX | Germania Tina Lutz Susann Beucke | Norvegia Helene Næss Marie Rønningen   | Svezia Julia Gross Hanna Klinga      |

## Medagliere
| Posiz. | Nazione  | Oro | Argento | Bronzo | Totale |
| ------ | -------- | --- | ------- | ------ | ------ |
| 1      | Germania | 2   | 0       | 0      | 2      |
| 2      | Austria  | 0   | 1       | 0      | 1      |
| 2      | Norvegia | 0   | 1       | 0      | 1      |
| 4      | Croazia  | 0   | 0       | 1      | 1      |
| 4      | Svezia   | 0   | 0       | 1      | 1      |
| Totale | Totale   | 2   | 2       | 2      | 6      |